# Juan Xifilino
Joannes Xifilinos, epitomator de Dión Casio, vivió en Constantinopla durante la segunda mitad del siglo XI. Fue monje y sobrino del Juan VIII de Constantinopla, un afamado predicador.
El epítome de Dión fue preparado por orden de Miguel Parapinaces (1071-1078), pero desafortunadamente está incompleto. Los libros 36-80 comprenden desde el período incluido entre los tiempos de Pompeyo y César hasta Alejandro Severo. En el libro 70, el reinado de Antonino Pío y los primeros años de Marco Aurelio parecen haberse perdido en su copia, mientras en los libros 78 y 79 se debe haber usado un original mutilado. Xifilino dividió el trabajo en secciones, cada una de las cuales contenía la vida de un emperador. Omitió el nombre de los cónsules y a veces alteró o enmendó el original. El epítome se valora como preservador de los acontecimientos más importantes del período para el cual se requiera la autoridad de Dión Casio.